# أبادي تشالة (خبر بافت)
أبادي تشالة (بالفارسية: آباد ی چاله) هي قرية تقع في إيران في Khabar Rural District. يقدر عدد سكانها بـ 23 نسمة .